# نبات (فلم)
نبات (بالأذرية: Nabat) هو فيلم درامي أذربيجاني لعام 2014 من إخراج إلشين موساوغلو .  تدور أحداث القصة أثناء تصاعد الصراع في ناغورنو كاراباخ وتدور حول عامل غابات سابق مريض وزوجته نبات التي مات ابنها في المعركة.   

## الترشيحات
تم اختيار الفيلم ليكون أول فيلم أذربيجاني يترشح لجائزة أفضل فيلم بلغة أجنبية في حفل توزيع جوائز الأوسكار السابع والثمانين ، ولكن لم يتم ترشيحه.  

## الطاقم
- فاطمة معتمد آريا في دور نبات
- فيدادي علييف في دور إسكندر
- صابر محمدوف بدور الرائد
- فرهاد إسرافيلوف في دور داود

## روابط خارجية
- Nabat  في قاعدة بيانات الأفلام على الإنترنت (بالإنجليزية)

قالب:Azerbaijani submission for Academy Awards